# 摩拉夫切
摩拉夫切（發音：[mɔˈɾaːu̯tʃɛ]），是斯洛維尼亞中部摩拉夫切市鎮的一個聚居地及其行政中心。该地是上卡尼奧拉傳統地區的一部分。該村約有957人。它包括 Trzen 小村莊（德語：Tersen）。

## 教堂
該定居點的堂區教堂是獻給聖馬丁，屬於天主教盧布爾雅那總教區。它是一座晚期哥德式建築，於1740年在原有的巴洛克風格中進行擴建和改建。其19世紀的外觀有兩個鐘樓。聖馬丁教堂於1232年首次被提及，可能是一座小型木結構建築。目前的結構建於1895年，由 Raimund Jeblinger（1853–1937年）設計。主祭壇的特色是聖馬丁跪在寶座上，並伴隨著兩位天使。

## 其他文化遺產
除了聖馬丁教堂外，摩拉夫切還登記了其他文化遺產項目：
- 一座獻給善導之母（英语：Our Lady of Good Counsel）的小教堂神龕位於摩拉夫切西部，靠近教堂和教區南部。它的歷史可以追溯到1759年，是一個帶有洋蔥形圓頂屋頂的蹲式結構。它最初是一個開放的小教堂神龕，但側面的開口在1891年被填滿。它的畫作可以追溯到1891年，並於1987年修復。[7]

## 外部連結
- Moravče on Geopedia （页面存档备份，存于） (map, aerial photograph)
- Moravče on Google Maps （页面存档备份，存于） (map, photographs, street view)